# Коростелёв, Никита Дмитриевич
Никита Дмитриевич Коростелёв (род. 8 февраля 1997, Москва) — российский хоккеист, нападающий московского «Спартака», выступающего в КХЛ.

## Биография
Внук советского футболиста Василия Швецова, племянник российского футболиста Александра Швецова. В пять лет начал заниматься в московской школе «Белые медведи». Тренировался у Александра Кузьменко с детьми 1996 года рождения до 10 лет. Затем перешёл в ЦСКА по приглашению Алексея Ярушкина, тренировался у Вячеслава Курочкина.
В 14 лет уехал в Канаду. Занимался в школах The Hill Academy (Оранджвиль, 2011/12), «Вон Кингс» (Вон, 2011/12), «Торонто Канадиенс» (2012/13). На драфте OHL 2013 года был выбран под № 9 командой «Сарния Стинг». Так как попал в «Сарнию» не по импорт-драфту, а по канадскому, то иностранцем не считался. На драфте КХЛ 2014 года был выбран под № 9 «Автомобилистом».
На драфте НХЛ 2015 года был выбран в 7-м раунде под общим 189-м номером клубом «Торонто Мейпл Лифс», в 2016 году принял участие в летнем лагере клуба. 2 сентября 2016 года права на Коростелёва в КХЛ были обменяны в ЦСКА. Не вошёл в заявку на молодёжный чемпионат мира 2017 года. 31 декабря 2016 года был обменян в клуб OHL «Питерборо Питс».
Летом 2017 года «Торонто» не стал предлагать контракт Коростелёву и утратил права на него. Перед сезоном 2017/18 вызывался в тренировочные лагеря «Анахайма» и «Торонто». 20 марта 2018 года подписал контракт с клубом AHL «Лаваль Рокет». 1 июня 2018 года подписал пробный контракт с ЦСКА, но 31 августа решил вернуться в Северную Америку. В сентябре тренировался в лагере клуба «Коламбус Блю Джекетс» и подписал однолетний контракт с его фарм-клубом «Кливленд Монстерз» из АХЛ. В сезонах 2018/19 и 2019/20 также играл за команду ECHL «Джэксонвилл Айсмен».
18 июля 2019 года продлил соглашение с «Кливлендом» на один год, а 20 ноября расторг его. 22 ноября подписал двусторонний однолетний контракт с ЦСКА. Провёл семь матчей в ВХЛ за «Звезду» и 27 декабря был обменян в «Адмирал». Через два дня в домашнем матче против «Амура» (0:2) дебютировал в КХЛ. Гол, забитый Коростелёвым 12 января в ворота «Ак Барса», был признан КХЛ лучшим голом сезона.
30 июня 2020 года был обратно обменян в ЦСКА и подписал однолетний контракт. 12 мая 2021 года был обменян на денежную компенсацию в «Металлург» Магнитогорск, перед этим предложение Коростелёву делал ярославский «Локомотив». 27 мая заключил с «Металлургом» двухлетний контракт. 30 апреля 2023 клуб продлил соглашение ещё на два года, но 24 сентября обменял Коростелёва в «Северсталь».
25 декабря 2024 года был обменян в «Трактор». 20 июня 2025 года стал игроком московского «Спартака», подписав контракт на два года.